# The Price Is Right (game show americano)
The Price is Right é um programa de televisão americano, no formato de game show, criado por Bob Stweart, Mark Goodson e Bill Todman.
O programa envolve participantes competindo para identificar corretamente o preço de itens comuns para ganhar dinheiro e prêmios. Os participantes são selecionados dentre a plateia no estúdio quando o narrador anuncia a frase bordão do show: "Come on down!". Um pedido para que saiam da plateia e venham para o palco.
O programa estreou em 4 de setembro de 1972, na emissora CBS. Bob Barker foi o apresentador do show desde sua estreia em 1972, até sua aposentadoria em Julho de 2007, quando o ator e humorista Drew Carey o substituiu. O programa conta com narradores, tendo sido Johnny Olson o primeiro. Em abril de 2011, George Gray, se tornou o narrador, seguindo até os dias atuais.A competição também conta com diversos modelos que apresentam os prêmios, mais notavelmente Rachel Reynolds, James O'Halloran, Amber Lancaster, Manuela Arbelaez e Devin Goda.
The Price is Right já exibiu mais de 9000 episódios desde sua estreia.e é um dos programas de maior longevidade na história da televisão nos Estados Unidos.
A 49ª temporada estreou em 27 de outubro de 2020. Com episódios regulares exibidos a partir de 16 de novembro de 2020.

## Formato
O formato do jogo consiste em quatro elementos diferentes de competição, em que nove participantes (ou seis, a depender da duração do episódio) passam por eliminações até sobrarem apenas dois finalistas aptos para completar o elemento final da competição, o "showcase".

### Apostas
No início de cada episódio, quatro competidores são chamados dentre a plateia pelo narrador, para ocuparem um espaço na frente do palco atrás de púlpitos, que são interligados às extremidades do palco.O narrador chama os nomes dos escolhidos, com a frase "come on down" que se tornou uma marca registrada do programa.Os quatro participantes competem em um round de apostas para determinar quem será o próximo a participar dos jogos de preço. Um prêmio é mostrado e cada um dos candidatos deve dizer um preço único para cada um dos itens. O participante que mais se aproximar do valor correto do preço de varejo do produto, sem ultrapassar, ganha o item e vai a próxima rodada para participar da fase subsequente do jogo.

### Jogos de Preço
Após vencer a fase das apostas, o participante junta-se ao apresentador no palco para uma oportunidade adicional de ganhar prêmios adicionais e quantias em dinheiro. Seis jogos "de preço" são apresentados durante os episódios de uma hora de duração.
Os jogos dessa fase variam muito de formato, podendo ser simples jogos de múltipla escolha onde os participantes precisam escolher duas opções de preços diferentes ou jogos complexos, com a chance de melhorar as habilidades ou probabilidades de vencer.

### Prêmio Final
Sob o título de "Showcase Showdown", a premiação final consiste em cada um dos participantes vencedores dos rounds de apostas tem direito a girar uma roda numérica para determinar quem avançará para as apostas finais. O participante que obtiver o maior valor numérico na roda, ganha a rodada e é chamado para a aposta final. Ao total, dois participantes são escolhidos, e eles devem competir em um formato similar ao da primeira fase do programa para prêmios como viagens, automóveis, eletrodomésticos, entre outros.

## Elenco

### Apresentadores
Bob Barker começou a apresentar The Price is Right em 4 de setembro de 1972, e completou 35 anos de programa em 15 de junho de 2007. Baker foi contratado como apresentador enquanto ainda tinha seu show de comédia Truth or Consequences. Sua aposentadoria coincidiu com a comemoração de seus 50 anos de carreira na televisão. Seu último episódio foi ao ar em 15 de junho de 2007.
Em 31 de outubro de 2006, Barker anunciou que ele se aposentaria do programa ao final da 35ª temporada.Em março de 2007, a rede CBS e a produtora Fremantle Media começaram a buscar pelo próximo apresentador do show. Carey, que tinha outro programa na época, foi escolhido, e em 23 de julho de 2007, durante uma entrevista para o programa Late Show with David Letterman, ele fez o anúncio.

## Ligações Externas
- «Sítio oficial»em CBS.com
- «Sítio oficial»no FremantleMedia.com
- The Price Is Right. no IMDb.
- «The Price Is Right» (em inglês). no TV.com